# Toshl
Toshl（とし、1965年〈昭和40年〉10月10日 - ）は、日本のミュージシャン、ボーカリスト、音楽プロデューサー、コンポーザー、執筆家、画家。ロックバンド・X JAPANのボーカリスト。作家、バラエティ番組で活動する場合の別名義は「龍玄とし」（りゅうげんとし）。愛称は「としさん」、「としちゃん」、「としくん」など多数。
本名は出山 利三（でやま としみつ）。2010年2月9日、名前の表記を大文字だけのTOSHIからToshlに変更。血液型A型。
裏声（ファルセット）を使わず3オクターブ以上の音域を持ち、倍音成分が豊富で高い周波数が特徴の声質を持つシンガーである。

## 来歴

### YOSHIKIとの出会い〜X JAPAN脱退
1965年10月10日、公務員の父とピアノ講師の母との間の三男として、千葉県館山市に生まれる。
YOSHIKIとは幼稚園で出会い、1977年にバンド「DYNAMITE」、1978年にバンド「NOISE」をYOSHIKIと共に結成。「NOISE」ではギターを担当した。1982年にバンド「X」を結成し、1989年にXのボーカリストとしてメジャーデビュー。
1992年にXの活動を一時休止。同年の4月から8月まで、オールナイトニッポン水曜1部の時間帯のパーソナリティを務める。10月にはソロデビューシングル「made in HEAVEN」を発売し、11月にアルバム『made In HEAVEN』を発売。ミディアムテンポな楽曲を中心とした内容は、「XのTOSHI」というイメージを払拭するものであった。
1993年にはアクト・アゲインスト・エイズに参加し、日本のフォークソング、ロックのカヴァーを披露した。「アクト・アゲインスト・エイズ」への出演は薬害エイズ事件により同年4月4日に19歳で死去した青年・岩崎孝祥が、生前にToshlを描いた油絵に触れたのがきっかけだった。その後、ナイトホークスと共にソロコンサートツアーを開催。また、ロック・オペラ「ハムレット」にハムレット役で主演。
1994年にNIGHT HAWKSとのコラボレーションで複数のシングル作品及びアルバム『MISSION』を発売。ギタリストと作曲には後の茶々丸が参加。1995年にアルバム『GRACE』を発売。全曲の作詞作曲のいずれかに携わり、アコースティック・ギターを取り入れたカントリーポップ調の作品であった。ロックスターとして一世を風靡したX JAPANのボーカリストとして順風満帆のように見えたが、後にこの当時を精神的に荒んでいたと回顧している。
1997年1月、アルバム『碧い宇宙の旅人』を発売。本格的にヒーリングを取り入れた作品となり、この作品を契機に自身の方向性が決まったという。同年2月14日、「ハムレット」で共演したアイドルの守谷香と約4年の交際を経て結婚。
1997年4月、家族との金銭トラブルやアルバム『DAHLIA』の過酷なレコーディングを理由にX JAPANからの脱退を表明し、同年12月31日の東京ドームでのライブ「THE LAST LIVE〜最後の夜〜」を以って、X JAPANは解散。なお、11月には葉加瀬太郎とのコラボレーション「Toshi&葉加瀬太郎」名義で、シングル「NATURAL HIGH / Love Song」を発売しており、1998年にはアルバム『CANARY（壊れた世界でカナリアは歌う）』を発売。ヴァイオリンとシンセサイザーを大きく取り入れたプログレッシブロック調の作風であった。

### MASAYAとの活動
1998年7月にNHK BS2の番組『世界悠々』に旅人として出演。テーマ曲はMASAYA作曲の「君はいないか」「森と風の旅人」。同年、テイチクへ移籍しMASAYAをプロデューサー/コンポーザーとして迎え、シングル「君はいないか」（作詞・作曲：MASAYA）を発売し、1999年にはレムリアアイランドレコードに移籍し、アルバム『愛の詩をうたいたい』を発売。ロック色は影を潜め、ストリングスをバックとしたクラシカルなヒーリング作品であり、それまでのキーを大きく下げていることなどが特徴。1999年3月より、トーク&ライブの全国ツアー「詩旅」（うたたび）を開催。自身のキーボードやギターなどでの弾き語り形式や、弦楽四重奏をしたがえたクラシックコンサート形式で、MASAYAの楽曲を演奏した。また、この頃からロック系の衣装やトレードマークであったサングラスを止め、ラフな姿で活動。『愛の詩をうたいたい』ツアーの会場は、主にレコード店、老人ホーム、商店街やスーパーであった。色んな場所で歌えることが幸せと話しているが、トラックの荷台がステージだった時はさすがに驚いたという。その後、一部週刊誌に「ToshIは洗脳された」と報道される。Toshl側は自分の利権を巡り、Toshlの実兄が仕掛けた捏造であると主張したが、兄側はこれを否定した。
ヤフーオークションにX JAPAN時代のバンドの衣装などを多く出品した。
2001年、「詩旅〜うたたび」を開始。コンサートの合間には、ボランティアミニコンサートとして学校、地域の老人、障碍者、児童などの福祉施設や、ホスピス、少年院、刑務所等をまわった。「Toshi Healing」としても、国内外（韓国や中国・上海など）のホールやレストラン、地域の各種イベント出演、ディナーショーなどでコンサートを行った。1日に数本、365日ほぼ休みなく、10,000回以上にわたり、様々な場所で公演を行う。全国をまわる中、過去の自分についても深く語り、「心の癒し」の大切さを音楽とMCで伝えた。
2007年1月、8年間続けて行ってきた「詩旅」を終了。同時に、それと関係した商品の販売も終了。

### X JAPAN再結成〜ソロ活動終了
2007年2月10日、自身のオフィシャルサイトにて、X JAPAN再結成への話し合いを進めていることを明らかにした。YOSHIKIが雑誌のインタビューで「現在のToshlがロックをやってくれるのか」とToshlのメジャー復帰に対して懸念を表明していたが、Toshlは「ロックも癒しの一つとして受け入れる」とコメントした。3月21日にはアメリカ・ロサンゼルス在住のYOSHIKIを訪ね、およそ10年ぶりに共に演奏したことを自身のオフィシャルサイトにて明らかにした。10月22日、X JAPANが再結成。メジャー後期頃の髪型にサングラスといった、解散時とほぼ変わらぬ姿で新曲「I.V.」のミュージックビデオの撮影を行った。
2008年1月に、Toshlオフィシャルサイトが大幅にリニューアルされ、それまでソロ活動中は一切載ることのなかった「X JAPAN」の文字が掲載された。2月25日にはTOSHI HEALINGとして「愛の詩をうたいたい」「大空を飛ぶ鳥のように」の再録音バージョンを含む癒しの音楽の全18曲4枚組ベストアルバム『TOSHI HEALING 愛の詩をうたいたい』を発売。3月28日から30日までの3日間、東京ドームで3夜連続のX JAPAN復帰コンサート攻撃再開 2008 I.V.〜破滅に向かって〜が開催される。4月1日には、ヒーリングワールドからシングル「EARTH IN THE DARK〜青空にむかって」（MASAYAプロデュース）を発売。同曲のインストは、X JAPAN復帰コンサートにてBGMとして使用された。
4月2日、写真集「EARTH IN THE DARK」（ワック出版）を発売。5月12日には都内で写真集発売イベントに参加。5月4日、「hide memorial summit」にX JAPANのメンバーとして出演。6月11日、「エコ・ハード・ロック」をコンセプトにしたロックバンドTOSHI with T-EARTHの結成をアメーバスタジオにて発表。
同時に同バンドのギタリストとして元PhantasmagoriaのJUNとしゃるろっとの十夜の加入が発表された。6月29日にはドラムとして元La'cryma ChristiのLEVINの加入が、7月1日には、LUNA SEAの真矢が同ツアーの大阪公演、福岡公演、東京公演に出演を予定していることが発表される。7月21日、ベーシストとしてしゃるろっとの琉華の加入が発表される
2008年9月27日と28日に北九州ミュージックフェスタ in 紫川2008に出演。2日間で計4回の公演を行った。2009年10月、肋間神経痛を患い活動休止。

### MASAYAとの決別以後
2010年1月18日、都内で記者会見を開き、レムリアアイランドレコードの後身団体である株式会社ホームオブハート、株式会社ヒーリングワールドから離れた事を発表。妻の守谷香とも離婚調停中である事を明かした。一方、ホームオブハート側では、2月2日、2月1日付けでPCサイト「TOSHI STORE SITE」、携帯サイト「TOSHI MOBILE STORE」を開設し、同日より「ありがとうセール感謝祭」と題して「TOSHI HISTORY」「詩旅」「TOSHI DUET」「Toshi with T-EARTH」などソロ活動のCDやDVDなどグッズの記念セット販売が始まる。
2月8日、新たな公式オフィシャルサイト「武士JAPAN」を開設し、再活動後初のアルバム『武士JAPAN』の発売を発表。また、名前の表記を「Toshl」に変更することも併せて発表。2月24日、赤坂BLITZにてコンサート「Toshl LAST CONCERT"武士JAPAN"」を開催。同コンサートはYOSHIKIがプロデュースを務め、X JAPANのメンバーも参加。自身が書き下ろした新曲や、各メンバーの楽曲を演奏した。アンコールでは、X JAPANの楽曲「Forever Love」「ENDLESS RAIN」を演奏した。さよならコンサートとも呼ばれるこのライブを境にこれまでのソロ活動に終止符を打ち、X JAPANボーカリストとして再始動する。
2010年7月10日、ザ・リッツカールトン東京 2Fグランドボールルームにて、「第1回Toshl-CLUBミーティング」を開催。新曲を披露した他、サプライズゲストとしてX JAPANのメンバーHEATHとYOSHIKIが登場。
2011年1月24日・25日、ザ・プリンスパークタワー東京にて自身初のソロディナーショー「Toshl Feat.YOSHIKI with 世界の三國　スペシャルコンサート＆ディナー〜クリスタルピアノのキミ〜」を開催。4月9日より、東日本大震災の復興支援コンサートツアー「東日本大震災 Toshlチャリティーコンサート」を開催。岐阜県の羽島市文化センターを皮切りに、金沢・大阪・福岡の4都市8公演を行った。
2011年8月18日・19日、東京・芝公園のザ・プリンスパークタワー東京で、YOSHIKIをゲストに招いたディナーショーを開催。ステージではソロ曲「星空のネプチューン」やX JAPANの「Forever Love」など13曲を披露。18日～零れ落ちる光の中で クリスタルな夜をあなたに～ 19日～ ToshlとYOSHIKIと過ごす 華麗なる真夏の夜～。
2011年9月30日、宮城県気仙沼市の松岩小学校、本吉響高校、大谷中学校、地元企業の気仙沼商会を訪問し各地でミニコンサート開催。グランドピアノ、ギター、一輪車等を寄贈した。
2011年10月10日、ザ・プリンスパークタワー東京にて「第2回ファンミーティング 〜星空の集い〜」を開催。ステージでは「春の願い」や「星空のネプチューン」、アンコールでX JAPANの「Forever Love」計3曲を披露。
2014年1月23日、北海道上川郡上川町を訪問。上川中学校、上川高校の生徒全員へ向けての特別授業「音育」として「ひとづくり講演会〜Toshl Massage Live in 上川町『奇跡の出会い』〜」を上川町かみんぐホールで行った。本人は自分が歩んできたこれまでの体験談を語り、後日、学生から送られてきた感想文にとても感動したと語った。曲は「Forever Love」等を披露した。7月7日、YAMAHAホールにて「Toshl CONCERT - PRAY FOR THE STARS」コンサートを開催。7月27日、約1年間に渡り執筆してきた著書「洗脳」の発売を記念し、サイン本お渡し&握手会を福家書店新宿サブナード店にて開催。同イベントは8月10日、紀伊國屋書店グランフロント大阪店、10月29日札幌コーチャンフォー新川通り店でも開催された。8月9日、ニコニコ生放送、「洗脳〜地獄の12年からの生還」& CRYSTAL ROCK NIGHT ニコ生SPに出演した。
2014年8月22日、「中居正広の金曜日のスマたちへ」に出演。バンド解散の経緯や、約12年にも及んだ苦悩と体験をVTRとトークを交え赤裸々に語った。番組のラストでは弾き語りでの「Forever Love」を披露した。8月25日、Zepp DiverCityにて、バックバンドを加えたソロライブ、「CRYSTAL ROCK NIGHT SUMMER LIVE IN DAIBA 未来をEYEしてるゼ」と題したコンサートを開催。
2015年3月25日、シングル「群青の夕紅れ」を発売。4月12日に京セラドームで行われた関西コレクション2015 S/Sに出演。4月29日、ホテルニューオータニにて『Toshl DINE＆CONCERT2015 Presented by ROHTO』ディナーショーを開催。5月24日、『Toshl CRYSTAL ROCK チャンネル』の開設を記念して、池袋のニコニコ本社にある『ニコぶくろスタジオ』に生出演。
2016年3月、フジテレビジョンが設立したゲーム事業会社「フジゲームス」のサウンドプロデューサーに就任。
2018年9月、X JAPANの幕張メッセ公演に参加。この公演後X JAPANの活動に参加していない。
2018年11月、ユニバーサルミュージックより、自身初のカバーアルバム『IM A SINGER』を発売。初週で22,946枚を売り上げ、オリコン週間アルバムチャートでは4位を記録。アルバムでのトップ10入りは『GRACE』以来、23年ぶりとなった。
2019年12月、カバーアルバム第2弾となる『IM A SINGER VOL.2』を、同月4日に発売。オリコン週間アルバムチャート(2019年12月16日付)では、初週で14,380枚を売り上げ、8位を獲得。前作に引き続き、アルバムチャートでのトップ10入りを果たした。
2020年4月、新曲「BE ALL RIGHT」（日本テレビ系ドラマ「ギルティ～この恋は罪ですか？～」主題歌）を配信限定でリリース。オリジナル曲のメジャーレーベルからの発売は22年ぶり、ソロ活動でのドラマタイアップは今回が初となる。

## 裁判
2004年4月30日、自身が代表取締役を務める株式会社トシオフィスの事務所（栃木県黒磯市〈現那須塩原市〉）で児童虐待が行われたとして紀藤正樹らが刑事告発。2005年7月4日に宇都宮地方検察庁は嫌疑なしの不起訴処分とし、Toshlは紀藤らに対して名誉毀損、営業妨害などの非を問う民事訴訟を起こす。また、紀藤らもToshlおよび株式会社ホームオブハートのMASAYAらを名誉毀損により提訴した。
2007年2月26日、株式会社ホームオブハートのセミナーに参加した元女性ファンらが損害賠償請求を提起し、東京地方裁判所はホームオブハートと共にToshlが代表取締役をつとめる株式会社トシオフィスにも1540万円の賠償命令という判決を下した。これを受けて株式会社トシオフィスは「虚偽により捏造された内容を鵜呑みにして出された不当判決」であるとして3月に控訴した。
2007年3月13日、紀藤らにより刑事告訴されていた名誉毀損について東京地方検察庁から不起訴処分の決定が出た。これにより、紀藤らのToshl、およびToshl関係者、関連会社に対する刑事告発、刑事告訴は、すべて不起訴処分となった。
2009年12月25日、株式会社ホームオブハートのセミナーに参加した女性が損害賠償請求を提起した訴訟の判決が東京地裁で行われ、ホームオブハート側には賠償を命じたが、Toshl本人への請求は「勧誘などを行っていたとは認められない」として退けた。
2010年1月18日、裁判所から破産手続開始決定がなされ、同日に記者会見を行い2009年12月18日に自己破産を申請した事と妻の香と離婚調停に入ったことを明かした。また、必要経費は持たされたカードで支払っていたものの、全収入が、「ホームオブハート」や、その関連会社に流れていたことを、mixiの日記で発表した。
2010年2月2日 - 香が離婚に応じ、離婚調停は無効となり正式に離婚が成立した。また、迷惑をかけたファンや関係者への詫び状も送付したと報じられる。
2010年4月15日、東京地方裁判所がトシオフィスの破産開始決定をしたことが明らかになる。
2010年8月3日、東京地方裁判所の債権者集会で、資産が約204万円、負債が約2億7100万円、債権者12名であり、収入は元妻を通じてホームオブハートに渡っていたこと、10年以上別居していた元妻とセミナー主宰者が豪勢な暮らしをしていたことを話した。

## ディスコグラフィ

### シングル
|                            | タイトル                                                                        | 発売日                | 名義                      | JP                    | 収録スタジオアルバム        |
| BMG VICTOR、BMG JAPAN      | BMG VICTOR、BMG JAPAN                                                           | BMG VICTOR、BMG JAPAN | BMG VICTOR、BMG JAPAN     | BMG VICTOR、BMG JAPAN | BMG VICTOR、BMG JAPAN       |
| -------------------------- | ------------------------------------------------------------------------------- | --------------------- | ------------------------- | --------------------- | --------------------------- |
| 1st                        | made in HEAVEN                                                                  | 1992年10月21日        | Toshi                     | 2                     | made in HEAVEN              |
| 2nd                        | Looming 〜確かめたい〜                                                          | 1993年5月21日         | Toshi with Night Hawks    | 12                    | MISSION                     |
| 3rd                        | PARADISE/RUNNING WILD                                                           | 1993年9月8日          | Toshi                     | 5                     | -                           |
| 4th                        | Always 〜伝えたい〜                                                             | 1993年12月1日         | Toshi with Night Hawks    | 9                     | MISSION                     |
| 5th                        | My Treasure                                                                     | 1993年12月16日        | Toshi                     | 13                    | -                           |
| 6th                        | Bless You                                                                       | 1994年5月18日         | Toshi                     | 10                    | MISSION                     |
| 7th                        | 泣いているのは                                                                  | 1994年7月6日          | Night Hawks & Toshi       | 65                    | -                           |
| 8th                        | さよならの季節に…                                                               | 1994年12月16日        | Toshi                     | 21                    | GRACE                       |
| 9th                        | Asphalt Jungle                                                                  | 1995年3月15日         | Toshi                     | 14                    | GRACE                       |
| 10th                       | Morning Glory/Passion of Love                                                   | 1996年8月7日          | Toshi                     | 22                    | 蒼い宇宙の旅人              |
| 11th                       | 星の舞踏会                                                                      | 1997年1月8日          | Toshi                     | 28                    | 蒼い宇宙の旅人              |
| 12th                       | HANA 〜いのちの芽ばえ〜/さまよえる地球人                                        | 1997年4月23日         | Toshi                     | 65                    | 蒼い宇宙の旅人              |
| 13th                       | Natural High                                                                    | 1997年11月21日        | TOSHI & 葉加瀬太郎        | 95                    | 壊れた世界でカナリアは歌う  |
| 14th                       | さようなら                                                                      | 1998年4月1日          | TOSHI                     | 47                    | 壊れた世界でカナリアは歌う  |
| テイチク                   |                                                                                 |                       |                           |                       |                             |
| 15th                       | 君はいないか                                                                    | 1998年7月23日         | Toshi                     | 35                    | Toward the way 新たなる道へ |
| レムリアアイランドレコード |                                                                                 |                       |                           |                       |                             |
| 16th                       | 愛の詩をうたいたい                                                              | 1999年2月25日         | Toshi                     | -                     | 愛の詩をうたいたい          |
| 17th                       | beautiful love song                                                             | 1999年2月25日         | Toshi                     | -                     | 愛の詩をうたいたい          |
| ヒーリングワールド         |                                                                                 |                       |                           |                       |                             |
| 18th                       | EARTH IN THE DARK 〜青空にむかって〜                                            | 2008年4月1日          | Toshi                     | 118                   | EARTH SPIRIT                |
| 19th                       | 世紀 〜JIDAI〜                                                                  | 2008年7月25日         | Toshi                     | -                     | -                           |
| 20th                       | Beautiful World                                                                 | 2008年7月25日         | Toshi                     | -                     | -                           |
| 21st                       | TOSHI DUET I 〜永久に旅すること〜                                               | 2008年9月30日         | Toshi                     | -                     | -                           |
| 22nd                       | 大地をしずめて                                                                  | 2009年4月8日          | Toshi                     | -                     | -                           |
| 23rd                       | 大切なもの                                                                      | 2009年4月8日          | Toshi                     | -                     | 遥かなる時をこえて          |
| 24th                       | いつまでも                                                                      | 2009年8月13日         | Toshi                     | -                     | -                           |
| 25th                       | ありがとうのうた                                                                | 2009年9月11日         | Toshi                     | -                     | -                           |
| 26th                       | 地球まだありますか                                                              | 2009年12月19日        | TOSHI                     | -                     | -                           |
| Office 武士JAPAN           |                                                                                 |                       |                           |                       |                             |
| 27th                       | 男のプライド（ファンクラブ限定）                                                | 2010年12月27日        | Toshl                     | -                     | 武士JAPAN-BEST-2010〜2011   |
| 28th                       | クリスタルピアノのキミ                                                          | 2011年1月24日         | Toshl Feat. YOSHIKI       | -                     | 武士JAPAN-BEST-2010〜2011   |
| 29th                       | 星空のネプチューン (配信シングル)                                               | 2011年6月22日         | Toshl                     | -                     | 武士JAPAN-BEST-2010〜2011   |
| 30th                       | 春の願い（配信シングル）                                                        | 2011年6月22日         | Toshl                     | -                     | 武士JAPAN-BEST-2010〜2011   |
| 31st                       | 春の願い / I'LL BE YOUR LOVE（Toshl feat.YOSHIKI Special Concert & Dinner配布） | 2011年8月18日         | Toshl/Toshl Feat. Yoshiki | -                     | 武士JAPAN-BEST-2010〜2011   |
| 32nd                       | 星空のネプチューン PHOTO&ESSAY with MUSIC                                       | 2011年8月18日         | Toshl                     | -                     | 武士JAPAN-BEST-2010〜2011   |
| 33rd                       | 星空のネプチューン PHOTO&ESSAY with MUSIC SPECIAL EDITION                       | 2011年8月24日         | Toshl                     | -                     | 武士JAPAN-BEST-2010〜2011   |
| 34th                       | こころの中はいつもRED（ファンクラブ限定）                                       | 2011年10月10日        | Toshl                     | -                     | 武士JAPAN-BEST-2010〜2011   |
| 35th                       | LOVE IS MARIA（配信シングル）                                                   | 2013年3月27日         | Toshl                     | -                     | -                           |
| 36th                       | 未来をEYEしてる（配信シングル）                                                 | 2014年6月18日         | Toshl                     | -                     | -                           |
| 37th                       | 群青の夕紅れ/未来をEYEしてる                                                    | 2015年3月25日         | Toshl                     | 48                    | -                           |
| 38th                       | CRYSTAL MEMORIES C/W 時の海へ                                                   | 2017年10月7日         | Toshl                     |                       | -                           |
| 39th                       | マスカレイド（配信シングル）                                                    | 2018年1月13日         | 龍玄とし                  |                       | -                           |
| 40th                       | いトシのプッチンプリン                                                          | 2019年5月15日         | Toshl                     |                       | -                           |
| ユニバーサルミュージック   |                                                                                 |                       |                           |                       |                             |
| 41st                       | 残酷な天使のテーゼ（配信シングル）                                              | 2019年10月23日        | Toshl                     |                       | IM A SINGER VOL.2           |
| 42nd                       | BE ALL RIGHT（配信シングル）                                                    | 2020年4月3日          | Toshl                     |                       | -                           |

### オリジナル・アルバム
|                            | タイトル                                  | 発売日                | 名義                  | JP                    |
| BMG VICTOR、BMG JAPAN      | BMG VICTOR、BMG JAPAN                     | BMG VICTOR、BMG JAPAN | BMG VICTOR、BMG JAPAN | BMG VICTOR、BMG JAPAN |
| -------------------------- | ----------------------------------------- | --------------------- | --------------------- | --------------------- |
| 1st                        | made in HEAVEN                            | 1992年11月21日        | Toshi                 | 3                     |
| 2nd                        | MISSION                                   | 1994年6月1日          | TOSHI                 | 3                     |
| 3rd                        | GRACE                                     | 1995年3月29日         | Toshi                 | 5                     |
| 4th                        | 碧い宇宙の旅人                            | 1997年1月22日         | Toshi                 | 15                    |
| 5th                        | CANARY (壊れた世界でカナリアは歌う)       | 1998年4月22日         | TOSHI with 葉加瀬太郎 | 36                    |
| レムリアアイランドレコード |                                           |                       |                       |                       |
| 6th                        | 愛の詩をうたいたい                        | 1999年3月25日         | Toshi                 | -                     |
| 7th                        | Toward the way 〜新たなる道へ〜           | 1999年12月25日        | Toshi                 | -                     |
| 8th                        | INOCHI…                                   | 2000年6月30日         | Toshi                 | -                     |
| 9th                        | 自分 〜抱いてやりたい〜                   | 2001年4月30日         | Toshi                 | -                     |
| ホームオブハート           |                                           |                       |                       |                       |
| 10th                       | Perfect Love                              | 2002年11月30日        | Toshi                 | -                     |
| 11th                       | 雨の中のあの日の僕                        | 2004年2月21日         | Toshi                 | -                     |
| 12th                       | 世界がひとつであれば（Orchestra Version） | 2004年5月25日         | Toshi                 | -                     |
| 13th                       | 世界がひとつであれば（Acoustic Version）  | 2004年5月25日         | Toshi                 | -                     |
| 14th                       | 詩旅〜美しき町へ                          | 2004年12月            | Toshi                 | -                     |
| ヒーリングワールド         |                                           |                       |                       |                       |
| 15th                       | EARTH SPIRIT                              | 2008年8月8日          | Toshi with T-EARTH    | 300                   |
| 16th                       | 遥かなる時をこえて                        | 2008年11月26日        | Toshi with T-EARTH    | -                     |
| 17th                       | PAIN                                      | 2009年3月15日         | Toshi                 | -                     |
| 18th                       | 美しい空をください                        | 2009年6月10日         | Toshi                 | -                     |
| 19th                       | TRUTH（本当の愛 English Ver.）            | 2009年8月13日         | Toshi with T-EARTH    | -                     |
| 20th                       | 本当の愛                                  | 2009年8月13日         | Toshi with T-EARTH    | -                     |
| Office 武士JAPAN           |                                           |                       |                       |                       |
| 21st                       | 武士JAPAN                                 | 2010年2月24日         | Toshl                 | -                     |
| 22nd                       | Cherry Blossom                            | 2013年3月27日         | Toshl                 | -                     |
| 23rd                       | CRYSTAL ROCK Chapter 1〜3                 | 2013年6月12日         | Toshl                 | -                     |
| 24th                       | CRYSTAL ROCK Chapter 1〜3 English Ver.    | 2013年8月07日         | Toshl                 | -                     |
| ユニバーサルミュージック   |                                           |                       | Toshl                 |                       |
| 25th                       | IM A SINGER                               | 2018年11月28日        | Toshl                 | 4                     |
| 26th                       | IM A SINGER VOL.2                         | 2019年12月4日         | Toshl                 | 8                     |
| 27th                       | IM A SINGER VOL.3                         | 2022年9月28日         | Toshl                 | 12                    |

### ベスト・アルバム
|                       | タイトル | 発売日                | JP                    |
| BMG VICTOR、BMG JAPAN | BMG VICTOR、BMG JAPAN | BMG VICTOR、BMG JAPAN | BMG VICTOR、BMG JAPAN |
| --------------------- | --- | --------------------- | --------------------- |
| 1st                   | SINGLE COLLECTION SACRIFICE | 1998年6月24日         | 90                    |
| ヒーリングワールド    | |                       |                       |
| 2nd                   | TOSHI HEALING 愛の詩をうたいたい                                                                                                 | 2008年2月25日         | -                     |
| 3rd                   | Toshi BEST I 〜愛の詩をうたいたい                                                                                                | 2008年3月25日         | -                     |
| 4th                   | Toshi BEST II 〜Perfect Love | 2008年3月25日         | -                     |
| Office 武士JAPAN      | |                       |                       |
| 5th                   | 武士JAPAN-BEST-2010～2011 CD1: 武士JAPAN-BEST-2010～2011 CD2: 武士JAPAN English ver. （スペシャルDVD BOX「LIVE 武士JAPAN」収録） | 2012年3月11日         | -                     |

### ライブ・アルバム
|                       | タイトル              | 発売日                | JP                    |
| BMG VICTOR、BMG JAPAN | BMG VICTOR、BMG JAPAN | BMG VICTOR、BMG JAPAN | BMG VICTOR、BMG JAPAN |
| --------------------- | --------------------- | --------------------- | --------------------- |
| 1st                   | LIVE is BEST          | 1997年6月21日         | -                     |
| Office 武士JAPAN      |                       |                       |                       |
| 2nd                   | Live武士JAPAN         | 2011年10月10日        | -                     |

### プロデュース作品
| アーティスト    | タイトル             | 収録曲 | 発売日        |
| --------------- | -------------------- | --- | ------------- |
| Various Artists | オデスト キャラソン1 | 1.CRYSTAL MEMORIES - Toshl 2.時の海へ - Toshl 3.魂の戦士 アスセナ – 龍玄とし with 三田征依 4.奇跡のプレスト - 龍玄とし with 小瀧俊治（PIANO） 5.運命のサティ - CUTT 6.永遠のロダン - 龍玄とし with 川平和幸 7.泡沫の魔術師 ネロ - 持田ひかり 8.時の神 レスティア - 小出侑季 9.乙女WARRIORS – 乙女WARRIORS 10.マスカレイド（ピアノ弾き語りVer.） - 龍玄とし（ボーナストラック） | 2018年8月15日 |

### 参加作品
| アーティスト    | タイトル                                                        | 参加曲                                       | 発売日                                      |
| --------------- | --------------------------------------------------------------- | -------------------------------------------- | ------------------------------------------- |
| sukekiyo        | VITIUM                                                          | 雨上がりの優詩 Collaboration with Toshl      | 2015年2月4日                                |
| SUGIZO          | ONENESS M                                                       | PHOENIX 〜HINOTORI〜 feat. Toshl             | 2017年11月29日                              |
| AK-69           | 無双Collaborations -The undefeated-                             | BRAVE feat. Toshl（X JAPAN）                 | 2018年5月14日（シングル配信） 2018年6月20日 |
| Various Artists | アッコがおまかせ 〜和田アキ子50周年記念トリビュート・アルバム〜 | 幸せのちから                                 | 2018年9月5日                                |
| AK-69           | THE ANTHEM                                                      | BRAVE feat. Toshl（X JAPAN）-Orchestra ver.- | 2019年2月27日                               |
| 石丸幹二        | with FRIENDS                                                    | 大都会（duet with Toshl)                     | 2024年11月6日                               |

### DVD

#### ヒーリングワールド
- Toshi with T-EARTH 2008 2DAY FINAL LIVE in TOKYO（2009年2月25日）
- Toshi／TOSHI & WANKU SUMMER LIVE in AKASAKA BLITZ（2009年11月25日）
- Toshi with T-EARTH SUMMER LIVE in AKASAKA BLITZ（2009年11月25日）

### CD&DVD BOX

#### ヒーリングワールド
- Toshi 全集（2010年2月1日）
- Toshi&WANKU DUET 全集（2010年2月8日）
- Toshi with T-EARTH 全集（2010年2月12日）
- 2008 Toshi COLLECTION（2010年3月5日）
- 2009 Toshi COLLECTION（2010年3月5日）

#### Office 武士JAPAN
- Toshl Feat.YOSHIKIスペシャルDVDボックスセット〜クリスタルピアノのキミ〜（2011年6月25日）
- Toshl スペシャルDVD BOX「LIVE 武士JAPAN」（2012年1月15日）
- DVD BOX「LIVE CRYSTAL ROCK」（2015年4月29日）
- DVD BOX「魔夏の夜Toshlロック祭り」（2016年1月7日）

## 出演番組
- バラエティ
  - ニンゲン観察バラエティ モニタリング（TBS） - 不定期出演
  - 相葉雅紀の人生クイズ〜クイズ監修バカリズム〜（2022年11月3日、テレビ東京）※龍玄とし名義 - ゲスト解答者
  - 今夜はナゾトレ（フジテレビ） - 不定期出演
  - 人志松本の酒のツマミになる話（2021年11月6日、フジテレビ）
  - 呼び出し先生タナカ（2023年4月17日、フジテレビ） ※龍玄とし名義[42][注 4]
- 芸能人格付けチェック(2018年10月9日、2022年7月12日　ABCテレビ)
- テレビドラマ
  - 大全力失踪（2019年4月、NHK BSプレミアム） - バーテンダー 役[43]

ミュージックステーション（テレビ朝日）出演歴
| 出演日         | 回 | 曲名                    | 備考                                                                    |
| -------------- | -- | ----------------------- | ----------------------------------------------------------------------- |
| 1992年12月18日 | 1  | made in HEAVEN          | スーパーライブ                                                          |
| 1993年9月10日  | 2  | PARADISE                | レギュラー放送初出演                                                    |
| 1993年12月10日 | 3  | Always                  | 「Toshi with Night Hawks」名義で出演。                                  |
| 1994年1月7日   | 4  | My Treasure             |                                                                         |
| 1994年5月20日  | 5  | Bless You               |                                                                         |
| 1995年1月6日   | 6  | さよならの季節に        |                                                                         |
| 1995年3月17日  | 7  | Asphalt Jungle          |                                                                         |
| 1996年8月30日  | 8  | Passion of Love         |                                                                         |
| 1997年1月10日  | 9  | 星の舞踏会              | 「TOSHI」名義では最後の出演。                                           |
| 2018年5月25日  | 10 | BRAVE                   | 「AK-69 feat.Toshl」名義で出演。 「Toshl」名義では初出演。AK-69と共演。 |
| 2019年11月22日 | 11 | 真夏の夜の夢 粉雪       | 松任谷由実のカバー。 レミオロメンのカバー。                             |
| 2019年12月13日 | 12 | Into the unknown        | アナと雪の女王2                                                         |
| 2019年12月27日 | 13 | 残酷な天使のテーゼ      |                                                                         |
| 2020年1月31日  | 14 | 糸                      | 中島みゆきのカバー。                                                    |
| 2020年4月3日   | 15 | 紅蓮華                  | LiSAのカバー。                                                          |
| 2020年7月24日  | 16 | BE ALL RIGHT 夜に駆ける | Mステでは23年ぶりにオリジナル楽曲を披露 YOASOBIのカバー。               |

- ラジオ（レギュラー）
  - TOSHIのXハラスメント（ニッポン放送）
  - X TOSHIのオールナイトニッポン（1992年4月1日 - 8月26日、ニッポン放送）
  - ToshlのオールナイトニッポンPremium（2018年1月 - 3月、ニッポン放送）
  - Toshiの「愛の詩をうたいたい」（2007年10月 - 2008年3月、ラジオ関西）
  - X TOSHI Beyond the Time（1993年4月1日 - 1994年3月31日、TOKYO FM）
  - TOSHI IN GOOD VOICE（1996年4月 - 1998年9月、FM-FUJI）
- 動画配信（レギュラー）
  - Toshl CRYSTAL ROCK CHANNEL（ニコニコチャンネル）
  - X JAPAN CHANNEL（ニコニコチャンネル）
  - 龍玄としテレビ（旧名：キャッToshlテレビ）（2018年12月 - 、YouTube）

## CM
- Y!mobile（2019年）芦田愛菜、新垣隆、吉岡里帆、ふてにゃんと共演
- グリコ　プッチンプリン（2019年 - ）

## 書籍
- 洗脳 地獄の12年からの生還（2014年7月23日、講談社）ISBN 978-4062186575
- スイーツメモリーガトーショコラ ダァ（2018年9月3日、講談社）ISBN 978-4-06-512973-9